# Tylomys bullaris
La rata trepadora de Chiapas o conocido también como rata arborícola chiapaneca  (Tylomys bullaris) es una especie de roedor de la familia Cricetidae. Se encuentra sólo en México. La especie solo está presente en Tuxtla Gutiérrez, Chiapas. El hábitat de la región se está convirtiendo para uso agrícola y urbano, lo que probablemente esté provocando disminuciones críticas en el número de T. bullaris.